# Modern Money Mechanics
Modern Money Mechanics - A Workbook on Bank Reserves and Deposit Expansion är en Federal Reserve-manual som publicerades 1961 av Chicago Federal Reserve. I häftet beskrivs vad pengar egentligen är och hur det går till när privatbankerna skapar pengar genom kreditprocessen (fractional-reserve banking). Häftet inleds med orden: Den verkliga processen med att skapa pengar sker i huvudsak i banker... när behållningen från lån som lagts upp av bankerna krediteras låntagarnas konto. Boken är beskriven i Bankerna och Skuldnätet av Ellen Hodgson Brown.